# Les Bains Douches 18 december 1979
Les Bains Douches 18 december 1979 is een album van de Britse band Joy Division. De eerste 9 nummers zijn opgenomen in Les Bains Douches in Parijs, tracks 10,11 en 12 zijn afkomstig van het concert in Paradiso en de laatste 4 nummers zijn van het concert in de Effenaar in Eindhoven.

## Tracks
1. Disorder
2. Love Will Tear Us Apart
3. Insight
4. Shadowplay
5. Transmission
6. Day of the Lords
7. 24 Hours
8. These Days
9. A Means to an End
10. Passover
11. New Dawn Fades
12. Atrocity Exhibition
13. Digital
14. Dead Souls
15. Autosuggestion
16. Atmosphere

Ian Curtis · Peter Hook · Stephen Morris · Bernard Sumner